# Reiner Doluschitz
Reiner Doluschitz (* 27. Juli 1956 in Göppingen) ist ein Agrarwissenschaftler, der als Professor für Agrarinformatik und Unternehmensführung im Institut für Landwirtschaftliche Betriebslehre der Universität Hohenheim (UH) tätig ist.

## Leben und Wirken
Nach dem Abitur 1975 studierte Doluschitz an der Universität Hohenheim allgemeine Agrarwissenschaften mit der Fachrichtung Wirtschafts- und Sozialwissenschaften des Landbaus, das er 1981 mit der Diplomprüfung zum Diplomagraringenieur abschloss. Es folgte eine Anstellung im Institut für landwirtschaftliche Betriebslehre und 1984 die Promotion zum Dr. sc. 1984 an der Universität Hohenheim. Einer weiteren Assistentenzeit an der UH folgte der Studien- und Forschungsaufenthalt im Department of Agricultural and Resource Economics an der Oregon State University, USA. Nach der Rückkehr an die UH und einer weiteren Assistentenzeit folgte die Habilitation mit venia legendi für das Fachgebiet Landwirtschaftliche Betriebslehre an der UH. Der Ruf als Professor für landwirtschaftliche Betriebslehre an die Fachhochschule Neubrandenburg in Mecklenburg-Vorpommern erfolgte 1993. 1995 nahm Doluschitz den Ruf auf den Lehrstuhl Agrarinformatik und Unternehmensführung der UH an. Er ist Mitglied im Agroscope-Wissenschaftsrat.

## Hauptforschungsgebiete
- Unternehmensführung in Landwirtschaft und Agribusiness
- Führungskonzepte; Food Supply Chain Management
- Qualitätssicherung; Ländliche Entwicklung; Regionalisierung
- Politikanalyse auf einzelbetrieblicher Ebene
- Technikfolgenabschätzung
- E-Business; Precision Agriculture
- Schwerpunkte in der Lehre Agrarinformatik, Unternehmensführung, Kooperationswesen, Einzelbetriebliche Planungsmethoden, betriebliches Umweltmanagement, Precision Farming, Precision Lifestock Farming

## Mitgliedschaften
- Gesellschaft für Informatik in der Land-, Forst- und Ernährungswirtschaft e. V.
- Gesellschaft für Wirtschafts- und Sozialwissenschaften des Landbaus e. V.
- Deutsche Landwirtschaftsgesellschaft
- Kuratorium für Technik und Bauwesen in der Landwirtschaft
- Universitätsbund der Universität Hohenheim

## Publikationen (Auswahl)
- R. Doluschitz: Perspektiven im deutschen Ackerbau. In: Berichte über Landwirtschaft. Band 80, Münster 2002, S. 165–184.
- R. Doluschitz, G. Bareth: Wissens- und GIS-basierte Modellierung regionaler bodenbürtiger Emissionen aus der Landwirtschaft. In: Zeitschr. f. Agrarinformatik. Band 11, Nr. 4, 2003, S. 1–12.
- R. Doluschitz, R. Schwenninger: Bedeutung und Entwicklung der Nebenerwerbslandwirtschaft – dargestellt am Beispiel Baden-Württembergs. In: Berichte über Landwirtschaft. Band 81, 2003, S. 416–436.
- Y. Liu, Z. Yu, J. Chen, F. S. Zhang, R. Doluschitz, J. Axmacher: Changes of soil organic carbon in an intensively cultivated agricultural region: A denitrification-decomposition (DNDC) modelling approach. In: Journal of the Total Environment. Band 372, 2006, S. 203–214.
- R. Doluschitz: Die Informationswirtschaft im Agrar- und Ernährungssektor – Herausforderungen, Potenziale und Entwicklungserfordernisse. In: Berichte über Landwirtschaft. Band 85, Nr. 3, 2007.